# Diskografie Queen
Toto je diskografie britské rockové skupiny Queen.

## Alba

### Studiová alba
| Rok  | Detaily alba                                                               | Umístění v hitparádách | Umístění v hitparádách | Umístění v hitparádách | Umístění v hitparádách | Umístění v hitparádách | Umístění v hitparádách | Certifikace                                               |
| Rok  | Detaily alba                                                               | UK                     | AUS                    | GER                    | NLD                    | NOR                    | USA                    | Certifikace                                               |
| ---- | -------------------------------------------------------------------------- | ---------------------- | ---------------------- | ---------------------- | ---------------------- | ---------------------- | ---------------------- | --------------------------------------------------------- |
| 1973 | Queen - Vydáno: 13. července 1973 - Vydavatelství: EMI                     | 24                     | 77                     | -                      | -                      | -                      | 83                     | UK: zlato USA: zlato                                      |
| 1974 | Queen II - Vydáno: 8. března 1974 - Vydavatelství: EMI                     | 5                      | 79                     | -                      | -                      | 19                     | 49                     | UK: zlato                                                 |
| 1974 | Sheer Heart Attack - Vydáno: 8. listopadu 1974 - Vydavatelství: EMI        | 2                      | 19                     | -                      | 7                      | 9                      | 12                     | UK: platinum NLD: platinum USA: zlato                     |
| 1975 | A Night at the Opera - Vydáno: 21. listopadu 1975 - Vydavatelství: EMI     | 1                      | 1                      | 16                     | 1                      | 4                      | 4                      | UK: platinum GER: platinum AUS: zlato USA: 3× platinum    |
| 1976 | A Day at the Races - Vydáno: 10. prosince 1976 - Vydavatelství: EMI        | 1                      | 8                      | 10                     | 1                      | 3                      | 5                      | UK: zlato NLD: zlato USA: platinum                        |
| 1977 | News of the World - Vydáno: 28. října 1977 - Vydavatelství: EMI            | 4                      | 8                      | 7                      | 1                      | 4                      | 3                      | UK: zlato GER: platinum NLD: platinum USA: 4× platinum    |
| 1978 | Jazz - Vydáno: 10. listopadu 1978 - Vydavatelství: EMI                     | 2                      | 15                     | 5                      | 3                      | 6                      | 6                      | UK: zlato GER: zlato NLD: platinum USA: platinum          |
| 1980 | The Game - Vydáno: 27. června 1980 - Vydavatelství: EMI                    | 1                      | 11                     | 2                      | 1                      | 2                      | 1                      | UK: zlato GER: zlato NLD: zlato USA: 4× platinum          |
| 1980 | Flash Gordon - Vydáno: 8. prosince 1980 - Vydavatelství: EMI               | 10                     | 29                     | 2                      | 7                      | 25                     | 23                     | UK: zlato USA: zlato                                      |
| 1982 | Hot Space - Vydáno: 3. května 1982 - Vydavatelství: EMI                    | 4                      | 15                     | 5                      | 1                      | 3                      | 22                     | UK: zlato USA: zlato                                      |
| 1984 | The Works - Vydáno: 27. února 1984 - Vydavatelství: EMI                    | 2                      | 16                     | 3                      | 1                      | 2                      | 23                     | UK: platinum GER: platinum NLD: zlato USA: zlato          |
| 1986 | A Kind of Magic - Vydáno: 2. června 1986 - Vydavatelství: EMI              | 1                      | 12                     | 4                      | 2                      | 5                      | 46                     | UK: 2× platinum GER: 3× zlato USA: zlato                  |
| 1989 | The Miracle - Vydáno: 22. května 1989 - Vydavatelství: Parlophone/EMI      | 1                      | 4                      | 1                      | 1                      | 2                      | 24                     | UK: platinum GER: platinum NLD: platinum USA: zlato       |
| 1991 | Innuendo - Vydáno: 5. února 1991 - Vydavatelství: Parlophone/EMI           | 1                      | 6                      | 1                      | 1                      | 8                      | 30                     | UK: platinum GER: platinum NLD: 2× platinum USA: zlato    |
| 1995 | Made in Heaven - Vydáno: 6. listopadu 1995 - Vydavatelství: Parlophone/EMI | 1                      | 3                      | 2                      | 1                      | 2                      | 58                     | UK: 4× platinum AUS: platinum GER: 3× platinum USA: zlato |

### Koncertní alba
| Rok  | Detaily alba                                                                                         | Umístění v hitparádách | Umístění v hitparádách | Certifikace                |
| Rok  | Detaily alba                                                                                         | UK                     | USA                    | Certifikace                |
| ---- | --- | ---------------------- | ---------------------- | -------------------------- |
| 1979 | Live Killers - Vydáno: 22. června 1979 - Vydavatelství: EMI                                          | 3                      | 16                     | UK: zlato USA: 2× platinum |
| 1986 | Live Magic - Vydáno: 1. prosince 1986 - Vydavatelství: EMI                                           | 3                      | -                      | UK: platinum               |
| 1989 | At the Beeb - Vydáno: 4. prosince 1989 - Vydavatelství: Band of Joy                                  | 67                     | -                      | -                          |
| 1992 | Live at Wembley '86 - Vydáno: 26. května 1992 - Vydavatelství: Parlophone/EMI                        | 2                      | 53                     | UK: platinum USA: platinum |
| 2004 | Queen on Fire – Live at the Bowl - Vydáno: 4. listopadu 2004 - Vydavatelství: Parlophone/EMI         | 20                     | -                      | UK: zlato                  |
| 2007 | Queen Rock Montreal - Vydáno: 29. října 2007 - Vydavatelství: Parlophone/EMI                         | 20                     | -                      | -                          |
| 2012 | Hungarian Rhapsody: Queen Live in Budapest - Vydáno: 20. září 2012 - Vydavatelství: Hollywood/Island | -                      | -                      | -                          |
| 2014 | Live at the Rainbow '74 - Vydáno: 8. září 2014 - Vydavatelství: Universal                            | 11                     | 66                     | -                          |
| 2015 | A Night at the Odeon - Hammersmith 1975 - Vydáno: 20. listopadu 2015 - Vydavatelství: Universal      | 40                     | -                      | -                          |
| 2016 | On Air - Vydáno: 4. listopadu 2016 - Vydavatelství: Virgin EMI                                       | 25                     | -                      | -                          |

### Kompilační alba
| Rok  | Detaily alba                                                                         | Umístění v hitparádách | Umístění v hitparádách | Certifikace                       |
| Rok  | Detaily alba                                                                         | UK                     | USA                    | Certifikace                       |
| ---- | ------------------------------------------------------------------------------------ | ---------------------- | ---------------------- | --------------------------------- |
| 1981 | Greatest Hits - Vydáno: 26. října 1981 - Vydavatelství: Parlophone/EMI               | 1                      | 14                     | UK: 20× platinum USA: 8× platinum |
| 1991 | Greatest Hits II - Vydáno: 28. října 1991 - Vydavatelství: Parlophone/Hollywood      | 1                      | -                      | UK: 13× platinum                  |
| 1992 | Classic Queen - Vydáno: 10. března 1992 - Vydavatelství: Hollywood                   | -                      | 4                      | USA: 3× platinum                  |
| 1992 | The 12'' Collection - Vydáno: 1992 - Vydavatelství: Parlophone/EMI                   | -                      | -                      | -                                 |
| 1997 | Queen Rocks - Vydáno: 3. listopadu 1997 - Vydavatelství: Parlophone/Hollywood        | 7                      | -                      | UK: platinum                      |
| 1999 | Greatest Hits III - Vydáno: 9. listopadu 1999 - Vydavatelství: Parlophone/EMI        | 5                      | -                      | UK: 2× platinum                   |
| 2006 | Stone Cold Classics - Vydáno: 11. dubna 2006 - Vydavatelství: Hollywood              | -                      | -                      | -                                 |
| 2007 | The A-Z of Queen, Volume 1 - Vydáno: 10. července 2007 - Vydavatelství: Hollywood    | -                      | -                      | -                                 |
| 2009 | Absolute Greatest - Vydáno: 16. listopadu 2009 - Vydavatelství: Parlophone/Hollywood | 3                      | 195                    | UK: 2× platinum                   |
| 2011 | Deep Cuts, Volume 1 (1973-1976) - Vydáno: 14. března 2011 - Vydavatelství: Island    | 92                     | -                      | -                                 |
| 2011 | Deep Cuts, Volume 2 (1977-1982) - Vydáno: 27. června 2011 - Vydavatelství: Island    | 175                    | -                      | -                                 |
| 2011 | Deep Cuts, Volume 3 (1984-1995) - Vydáno: 5. září 2011 - Vydavatelství: Island       | 155                    | -                      | -                                 |
| 2013 | Icon - Vydáno: 11. června 2013 - Vydavatelství: Hollywood                            | -                      | -                      | -                                 |
| 2014 | Queen Forever - Vydáno: 10. listopadu 2014 - Vydavatelství: Hollywood/Island         | 5                      | 38                     | UK: zlato                         |

### Box sety
| Rok  | Detaily alba                                                                                | Umístění v hitparádách | Umístění v hitparádách | Certifikace                      |
| Rok  | Detaily alba                                                                                | UK                     | USA                    | Certifikace                      |
| ---- | ------------------------------------------------------------------------------------------- | ---------------------- | ---------------------- | -------------------------------- |
| 1985 | The Complete Works - Vydáno: 2. prosince 1985 - Vydavatelství: EMI                          | -                      | -                      | -                                |
| 1991 | CD Single Box - 26. dubna 1991 (jen v Japonsku) - Vydavatelství: EMI                        | -                      | -                      | -                                |
| 1992 | Box of Tricks - Vydáno: 1992 - Vydavatelství: Parlophone/EMI                                | -                      | -                      | -                                |
| 1995 | Ultimate Queen - Vydáno: 13. listopadu 1995 - Vydavatelství: Parlophone/EMI                 | -                      | -                      | -                                |
| 1998 | The Crown Jewels - Vydáno: 24. listopadu 1998 - Vydavatelství: Parlophone/EMI               | -                      | -                      | -                                |
| 2000 | The Platinum Collection - Vydáno: 13. listopadu 2000 - Vydavatelství: Parlophone/EMI        | 2                      | 48                     | UK: 6× platinum USA: 2× platinum |
| 2008 | The Singles Collection, Volume 1 - Vydáno: 1. prosince 2008 - Vydavatelství: Parlophone/EMI | -                      | -                      | -                                |
| 2009 | The Singles Collection, Volume 2 - Vydáno: 15. června 2009 - Vydavatelství: Parlophone/EMI  | -                      | -                      | -                                |
| 2010 | The Singles Collection, Volume 3 - Vydáno: 31. května 2010 - Vydavatelství: Parlophone/EMI  | -                      | -                      | -                                |
| 2010 | The Singles Collection, Volume 4 - Vydáno: 18. října 2010 - Vydavatelství: Parlophone/EMI   | -                      | -                      | -                                |
| 2015 | Queen: The Studio Collection - Vydáno: 25. září 2015 - Vydavatelství: Virgin EMI            | -                      | -                      | -                                |

## Singly

### 70. léta
- Keep Yourself Alive (1973)
- Liar (1974)
- Seven Seas of Rhye (1974)
- Killer Queen / Flick of the Wrist (1974)
- Now I'm Here (1975)
- Bohemian Rhapsody (1975)
- You're My Best Friend (1976)
- Somebody to Love (1976)
- Tie Your Mother Down (1977)
- Good Old-Fashioned Lover Boy (1977)
- Teo Torriate (Let Us Cling Together) (1977)
- Long Away (1977)
- We Are the Champions (1977)
- We Will Rock You (1977)
- Spread Your Wings (1978)
- It's Late (1978)
- Bicycle Race (1978)
- Fat Bottomed Girls (1978)
- Don't Stop Me Now (1979)
- Jealousy (1979)
- Mustapha (1979)
- Love of My Life (živě) (1979)
- We Will Rock You (živě) (1979)
- Crazy Little Thing Called Love (1979)

### 80. léta
- Save Me (1980)
- Play the Game (1980)
- Another One Bites the Dust (1980)
- Need Your Loving Tonight (1980)
- Flash (1980)
- Under Pressure (s Davidem Bowiem) (1981)
- Body Language (1982)
- Las Palabras de Amor (1982)
- Calling All Girls (1982)
- Staying Power (1982)
- Back Chat (1982)
- Radio Ga Ga (1984)
- I Want to Break Free (1984)
- It's Hard Life (1984)
- Hammer To Fall (1984)
- Thank God It's Christmas (1984)
- One Vision (1985)
- A Kind of Magic (1986)
- Princes of the Universe (1986)
- Friends Will Be Friend (1986)
- Pain Is So Close To Pleasure (1986)
- Who Wants to Live Forever (1986)
- One Year of Love (1986)
- I Want It All (1989)
- Breakthru (1989)
- The Invisible Man (1989)
- Scandal (1989)
- The Miracle (1989)

### 90. léta
- Innuendo (1991)
- I'm Going Slightly Mad (1991)
- Headlong (1991)
- The Show Must Go On (1991)
- Bohemian Rhapsody / These Are the Days of Our Lives (1991)
- Who Wants To Live Forever / Friends Will Be Friends (1992)
- We Will Rock You (živě) / We Are The Champions (živě) (1992)
- We Are The Champions / We Will Rock You (znovuvydání) (1992)
- Heaven For Everyone (1995)
- A Winter's Tale (1995)
- I Was Born to Love You (1996)
- Too Much Love Will Kill You (1996)
- Let Me Live (1996)
- You Don't Fool Me (1996)
- No-One but You (Only the Good Die Young) (1997)
- We Are The Champions (znovuvydání) (1998)